# Vizarrón de Montes
Vizarrón de Montes est une ville mexicaine du Querétaro située à une soixantaine de kilomètres à l'est de Santiago de Querétaro, la capitale de l'État. Elle est fait partie de la région naturelle du Medio Desierto.